# 3 مارس
- السبت
- الأحد
- الاثنين
- الثلاثاء
- الأربعاء
- الخميس
- الجمعة

- 11 رمضان 1446  هـ
- 22 رمضان 1446  هـ
- 33 رمضان 1446  هـ
- 44 رمضان 1446  هـ
- 55 رمضان 1446  هـ
- 66 رمضان 1446  هـ
- 77 رمضان 1446  هـ
- 88 رمضان 1446  هـ
- 99 رمضان 1446  هـ
- 1010 رمضان 1446  هـ
- 1111 رمضان 1446  هـ
- 1212 رمضان 1446  هـ
- 1313 رمضان 1446  هـ
- 1414 رمضان 1446  هـ
- 1515 رمضان 1446  هـ
- 1616 رمضان 1446  هـ
- 1717 رمضان 1446  هـ
- 1818 رمضان 1446  هـ
- 1919 رمضان 1446  هـ
- 2020 رمضان 1446  هـ
- 2121 رمضان 1446  هـ
- 2222 رمضان 1446  هـ
- 2323 رمضان 1446  هـ
- 2424 رمضان 1446  هـ
- 2525 رمضان 1446  هـ
- 2626 رمضان 1446  هـ
- 2727 رمضان 1446  هـ
- 2828 رمضان 1446  هـ
- 2929 رمضان 1446  هـ
- 301 شوال 1446  هـ
- 312 شوال 1446  هـ
- 13 شوال 1446  هـ
- 24 شوال 1446  هـ
- 35 شوال 1446  هـ
- 46 شوال 1446  هـ

3 مارس أو 3 آذار أو يوم 3 \ 3 (اليوم الثالث من الشهر الثالث) هو اليوم الثاني والستون (62) من السنة البسيطة، أو اليوم الثالث والستون (63) من السنوات الكبيسة وفقًا للتقويم الميلادي الغربي (الغريغوري). يبقى بعده 303 يومًا لانتهاء السنة.

## أحداث
- 1845 - ولاية فلوريدا تعتمد الولاية رقم 27 في الولايات المتحدة.
- 1857 - نشوب حرب الأفيون الثانية؛ وذلك عندما بدأت بريطانيا وفرنسا الحرب على الصين.
- 1861 - ألكسندر الثاني في روسيا يوقع بيان تحرير العبيد.
- 1875 - لعبة هوكي الجليد تنظم لأول مرة على الإطلاق في صالات مغلقة وكان ذلك في مونتريال بكندا.
- 1878 - انتهاء الحرب الروسية العثمانية باستعادة بلغاريا استقلالها عن الدولة العثمانية وفقا لمعاهدة سان ستيفانو.
- 1924 - انتهاء الخلافة العثمانية رسميًا بإزاحة الخليفة العثماني عبد المجيد الثاني ونفيه هو وجميع أفراد أسرته وذلك على يد كمال أتاتورك.
- 1938 - اكتشاف النفط في السعودية.
- 1939 - مهاتما غاندي يبدأ بالصوم في مومباي دفاعًا عن وحده واستقلال الهند.
- 1945 - نهاية معركة مانيلا باسترجاع مانيلا عاصمة الفلبين من اليابان وذلك في نهايات الحرب العالمية الثانية.
- 1954 - الحكومة السورية تقرر إغلاق مكاتب حركة التحرر العربي ومصادرة محتوياتها وذلك بعد أيام من سقوط حكم الرئيس أديب الشيشكلي.
- 1956 - صدور قانون الانتخاب المصري والذي منحت فيه المرأة حق الانتخاب لأول مرة.
- 2002 - بشار الأسد يبدأ زيارة رسمية إلى لبنان هي الأولى من نوعها لرئيس سوري منذ 27 عاماً، والأولى إلى العاصمة اللبنانية بيروت منذ حوالي خمسة عقود.
- 2005 - افتتاح مصلى يهودي جديد جنوبي حائط البراق لليهود المحافظين ليكرس السيطرة على المسجد الأقصى.
- 2006 - انتخاب سالم الفلاحات مراقبًا عامًا للإخوان المسلمين في الأردن.
- 2011 - المجلس الأعلى للقوات المسلحة الحاكم في مصر يقبل استقالة رئيس الوزراء أحمد شفيق، ويكلف عصام شرف بتشكيل حكومة جديدة.
- 2012 - عقد الجلسة المشتركة لمجلسي الشعب والشورى في مصر وذلك لبدأ اختيار اللجنة التأسيسية لوضع الدستور.
- 2014 - أكاديمية فنون وعلوم الصور المتحركة تمنح جوائز الأوسكار لفيلم 12 عامًا من العبودية كأفضل فيلم، وماثيو ماكونهي كأفضل ممثل، وكيت بلانشيت كأفضل ممثلة.

## مواليد
- 1824 - أنطون الصقال، شاعر وكاتب سوري.
- 1845 - جورج كانتور، عالم رياضيات ألماني.
- 1847 - ألكسندر غراهام بيل، مخترع الهاتف.
- 1895 - ركنر فرش، اقتصادي نرويجي حاصل على جائزة نوبل في العلوم الاقتصادية عام 1969.
- 1903 - أليخاندرو كاسونا ، مؤلف أسباني
- 1911 - جين هارلو ، ممثلة أمريكية
- 1912 - فاخر فاخر، ممثل مصري.
- 1917 - سميرة موسى، عالمة ذرة مصرية.
- 1918 - آرثر كورنبرغ، عالم كيمياء حيوية أمريكي حاصل على جائزة نوبل في الطب عام 1959.
- 1922 - ناندور هيديكوتي، لاعب كرة قدم هنغاري.
- 1924 - تومي-إتشي موراياما، رئيس وزراء اليابان.
- 1928 - عبد الله فرغلي ، ممثل مصري
- 1930 - إيون إيليسكو، رئيس رومانيا.
- 1940 - غازي القصيبي ، مؤلف سعودي
- 1942 - سناء يونس، ممثلة مصرية.
- 1945 - جورج ميلر ، مخرج أسترالي
- 1948 - محمد صبحي، ممثل ومؤلف ومخرج مصري.
- 1953 - زيكو، لاعب ومدرب كرة قدم برازيلي.
- 1956 -
  - أحمد الجسمي، ممثل إماراتي.
  - زبيغنيو بونيك، لاعب ومدرب كرة قدم بولندي.
- 1958 - ميراندا ريتشاردسون ، ممثل إنجليزي
- 1964 - لورا هارينج ، ممثل أمريكي
- 1965 - دراغان ستويكوفتش، لاعب كرة قدم صربي.
- 1966 - فرناندو كولنج، ممثل مكسيكي.
- 1969 - يارا صبري، ممثلة سورية.
- 1970 - جولي بوين، ممثلة أمريكية.
- 1973 - كزافييه بيتل رئيس وزراء لكسمبورغ الثالث.
- 1979 -
  - عادل محمود، مغني بحريني.
  - ألبرت خوركيرا، حارس مرمى كرة قدم إسباني.
- 1981 - شذى حسون، مغنية عراقية.
- 1982 - جيسيكا بيل، ممثلة أمريكية.
- 1991 - هايلي كيوكو ، ممثل أمريكي
- 1994 - كريستوفر مافومبي لاعب كرة قدم كونغولي
- 1997 - كاميلا كابيو، مغنية أمريكية.

## وفيات
- 1111 - بوهيموند الأول، أمير أنطاكية.
- 1703 - روبرت هوك، عالم فيزياء وكيمياء إنجليزي.
- 1960 - محمد الأشمر، أحد قادة الجهاد والنضال الوطني في سورية ضد الانتداب الفرنسي واحتلال فلسطين.
- 1966 ـ موراي راني، مهندس ميكانيكي أمريكي.
- 1999 - غيرهارد هيرتسبيرغ، عالم كيمياء كندي حاصل على جائزة نوبل في الكيمياء عام 1971.
- 2002 - حكم أبو عيشة ضابط في جهاز الأمن الوقائي الفلسطيني.
- 2008 - ياسين إسماعيل ياسين، مخرج مصري.
- 2021 - صادق دابا ممثل ومذيع نيجيري.

## أعياد ومناسبات
- عيد التحرير في بلغاريا.
- عيد العمال في أستراليا.
- اليوم العالمي للأحياء البرية.

## وصلات خارجية
- وكالة الأنباء القطريَّة: حدث في مثل هذا اليوم.
- النيويورك تايمز: حدث في مثل هذا اليوم.
- BBC: حدث في مثل هذا اليوم.